# Distrikt Sapallanga
Der Distrikt Sapallanga liegt in der Provinz Huancayo der Region Junín im zentralen Westen Perus. Der Distrikt wurde am 13. Dezember 1941 gegründet. Er hat eine Fläche von 124 km². Beim Zensus 2017 lebten 22.116 Einwohner im Distrikt. Im Jahr 1993 betrug die Einwohnerzahl 12.907, im Jahr 2007 13.087. Verwaltungssitz ist die gleichnamige 3295 m hoch gelegene Stadt Sapallanga mit 10.825 Einwohnern (Stand 2017).

## Geographische Lage
Der Distrikt Sapallanga liegt im äußersten Süden des Ballungsraums der Provinz- und Regionshauptstadt Huancayo am Westrand der peruanischen Zentralkordillere. Sapallanga liegt 10 km südsüdöstlich vom Stadtzentrum von Huancayo. Der Distrikt hat eine Längsausdehnung in SW-NO-Richtung von 18 km sowie eine Breite von etwa 8,5 km. Im Nordwesten grenzt der Distrikt Sapallanga an die Distrikte Huayucachi, Huancán und Chilca, im Norden an den Distrikt Huancayo, im Osten an den Distrikt San Marcos de Rocchac (Provinz Tayacaja), im Südosten an den Distrikt Pucará sowie im Südwesten an die Distrikte Huacrapuquio und Viques.